# Азанде (плоскогір'я)
Аза́нде (Банда; Azande) — плоскогір'я на території ЦАР, ДР Конго та Південного Судану.
Середня висота приблизно 600—900 м, максимальна — до 1388 м (гора Нгая в хребті Бонгос).
Плоскогір'я простягається в широтному напрямку, утворюючи вододіл басейнів річок Конго (Вака, Котто, Мбому, Мбарі, Шинко, Уелле — притоки Убангі з численними водоспадами), Ніл (ваді Ель-Араб, Лоль, річки Понго, Вау, Джур, Суе) та озера Чад (річка Аук, Бамінгі, Грібангі, Кукуру).
Складене докембрійськими кристалічними породами (гранітогнейси, габро-амфіболіти). Численні куполоподібні острівні гори, останцеві гранітні хребти. Поклади золота та алмазів.
Переважають високотравні савани з окремими масивами рідкостійних листопадних лісів, уздовж річок — вічнозелені галерейні ліси.
Найбільші міста плоскогір'я — Бамбарі, Бріа. На південних відрогах плоскогір'я розташовується столиця Центральноафриканської Республіки — Бангі.